# Las estaciones (Haydn)
Die Jahreszeiten (en español, Las estaciones) Hob. XXI.3, es un oratorio profano compuesto por Franz Joseph Haydn entre 1799 y 1801. Es una de las obras de madurez del compositor. Fue, junto con la Schöpfungsmesse (Hob. XXII:13) y la Harmonienmesse (Hob. XXII: 14), una de sus últimas obras de gran envergadura.[cita requerida]

## Contexto

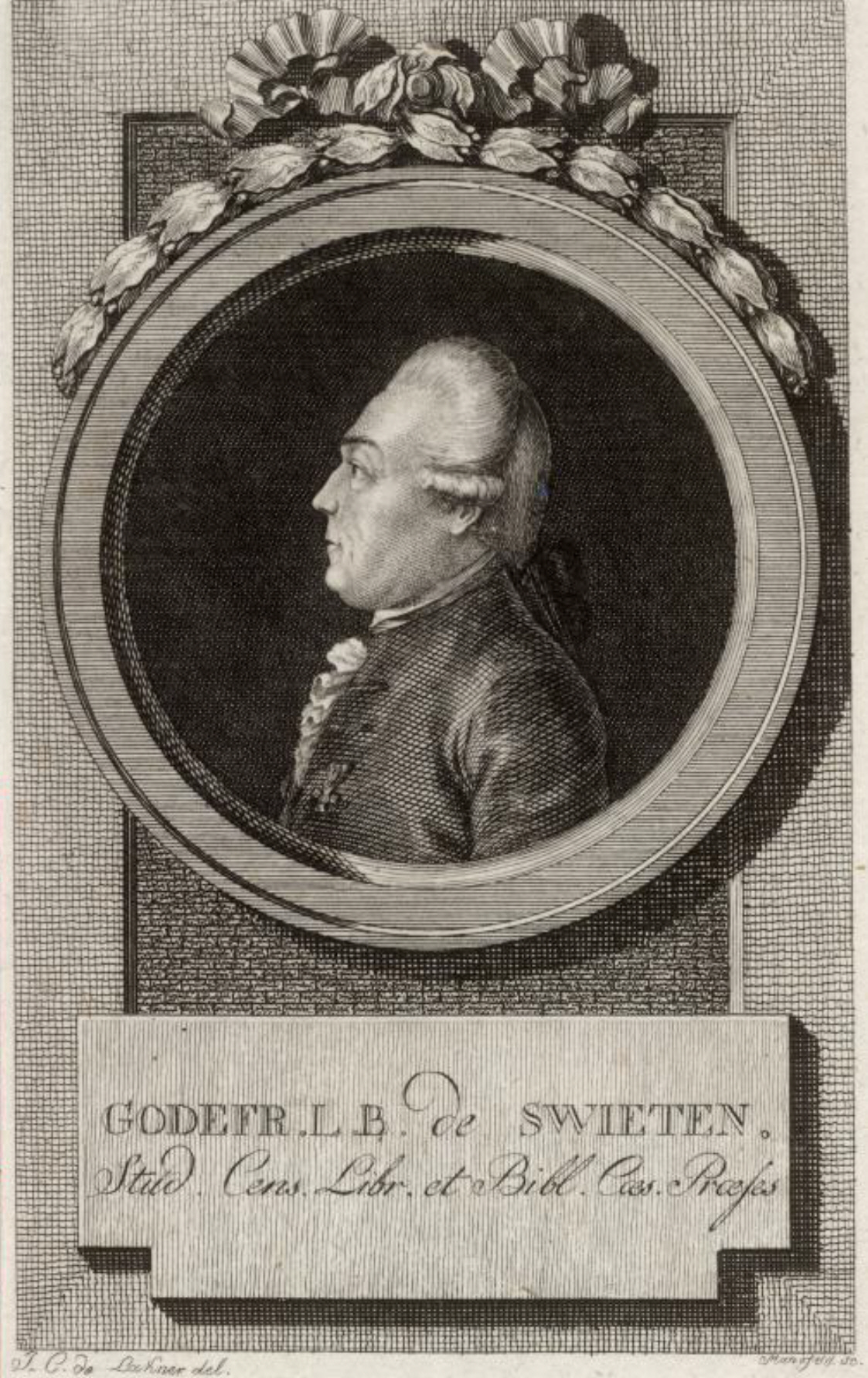
El Barón van Swieten

Se creó tras su doble estancia en Inglaterra, donde fue galardonado con el título de Honoris Causa por la Universidad de Oxford, Joseph Haydn es considerado por sus compatriotas vieneses como el compositor vivo más importante. Durante esta época es también liberado de sus obligaciones en Esterházy. Por esta razón, puede dedicar su tiempo a encargos privados.
Impresionado por la cantidad de público que atraían los oratorios de Haendel en Londres, siente el deseo de componer obras de este género. Aborda entonces la composición de La Creación entre 1796 y 1798 que obtiene un éxito rotundo. El Barón Gottfried van Swieten, traductor y libretista de La Creación, propone a Haydn trabajar sobre el poema The Seasons de James Thomson. En un principio, a Haydn no le convence la idea de no trabajar sobre un texto religioso, como es habitual en los oratorios clásicos, pero al final se deja convencer. La composición durará dos años (1799-1801) en difíciles condiciones, tanto por los roces con las indicaciones de Van Swieten como por la debilidad que le iban causando sus enfermedades.

## El libreto
El punto de partida del libreto de Gottfried van Swieten es la obra poética The Seasons del escocés James Thomson publicada en cuatro partes entre 1726 y 1730. Thomson publicará en 1745 una versión revisada de la obra añadiendo a las descripciones de la naturaleza desde una visión deísta, consideraciones y alusiones filosóficas, científicas y económicas. Van Swieten utiliza la versión alemana publicada en Hamburgo en 1745. De ella mantiene las descripciones de la naturaleza y la vida sencilla de los campesinos, pero realiza cortes y modifica ampliamente este largo poema de 200 páginas. Introduce tres personajes, ausentes en la obra original. Sin embargo, estos no son los motores de una acción que no existe. Simplemente describen los paisajes y los sentimientos que les producen. Finalmente, Van Swieten utiliza pasajes de otros dos poetas: Gottfried August Bürge, para el coro de hilanderas (n.º 34) y Christian Felix Weisse, para la canción de Hanne (n.º 36).
El trabajo de Van Swieten fue muy criticado en su momento por la simplicidad, incluso ingenuidad, en la evocación de la vida en el campo. El público inglés se mantuvo reticente, al no identificar la conocida obra de Thomson con la retraducción del libreto.

## Composición

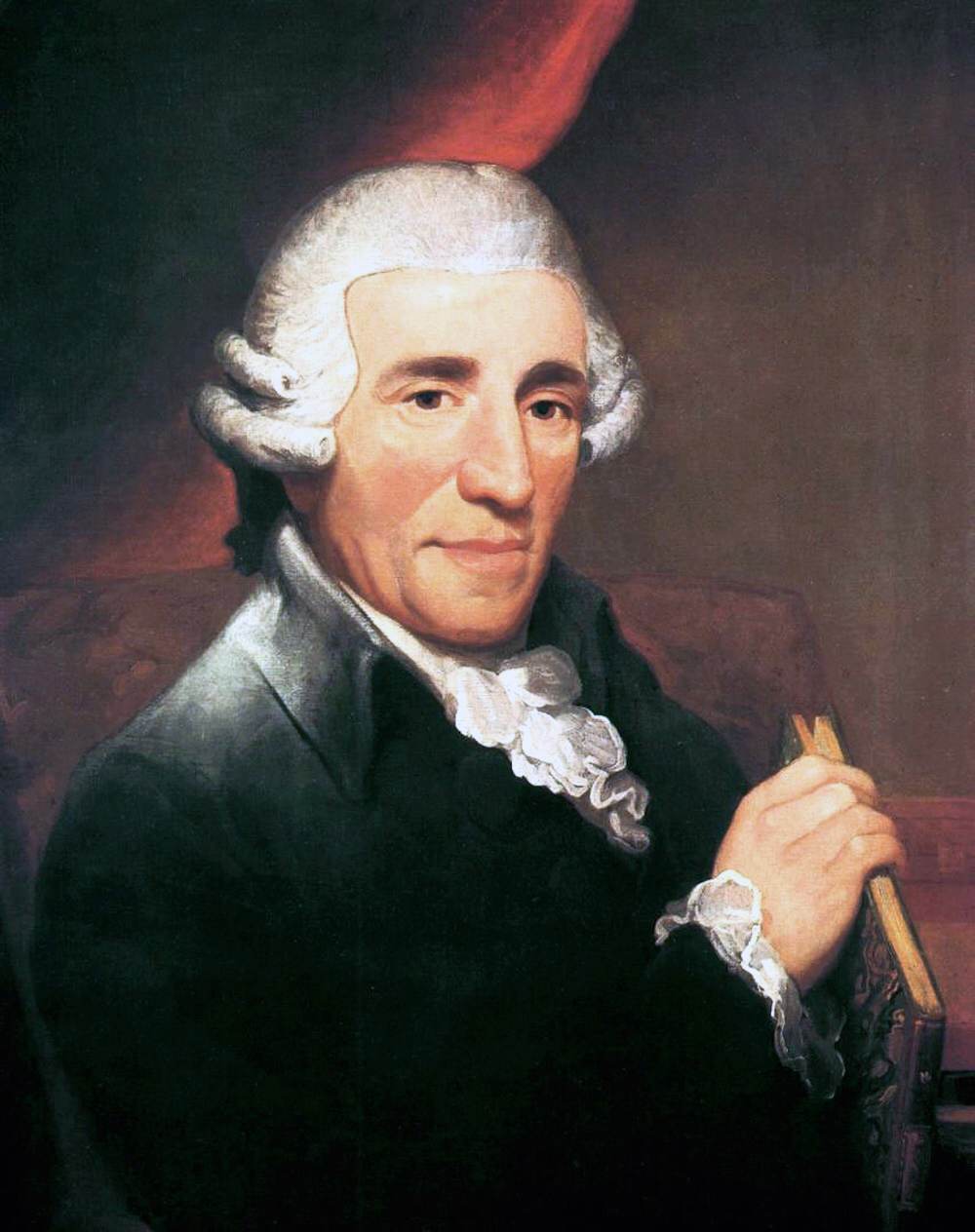
Retrato de Joseph Haydn

Haydn dedicó dos años a perfeccionar la obra. Van Swieten había sembrado su texto de indicaciones para el compositor con detalles descriptivos, imitaciones de sonidos de animales, etc. El pasaje del croado de la rana es célebre por las tensiones que incitó entre los dos hombres, Swieten se basó en una antigua partitura de Grétry para convencer a un Haydn reticente del interés de la imitación, refiriéndose a ella como 

porquería afrancesada

. La manera en que la música responde a las imágenes no es menos notable: chalumeaux para los pastores, bordones de gaitas, crepitar de grillos, cantos de pájaros y hasta una imponente tormenta, anticipándose al propio Beethoven en la Pastorale. Haydn luchó para imponer algunas de sus ideas, incluida la reutilización del tema del andante de su Sinfonía n.º 94.
La obra de Haydn es un vasto fresco pictórico de la naturaleza como metáfora de las distintas etapas de la vida humana, subyace un nuevo enfoque subjetivo en la relación entre la naturaleza el hombre y Dios, todo ello expresado con una sensibilidad plenamente romántica.  Haydn se revela como un filósofo que desarrolla una cosmovisión única y original en la que el ser humano con todas sus contradicciones se coloca en el centro del tablero de juego, interpretando las leyes naturales y su influencia sobre los sentimientos humanos, a la vez que reflexiona sobre la verdadera naturaleza de Dios. La influencia de esta gran obra maestra se hará sentir en los románticos posteriores; diez años más tarde, Beethoven escribirá su sinfonía pastoral, en la que superpondrá la expresión de sentimientos a los sentidos, concepto que Berlioz llevará al límite con su "Sinfonía Fantástica" y que nos conduce a una nueva cosmovisión del Mahler de la tercera sinfonía. 

## Orquestación
La orquesta está compuesta de:
- 2 flautas, más un piccolo para el aria del labrador
- 2 oboes
- 2 clarinetes
- 2 fagotes y un contrafagot
- 4 trompas
- 3 trompetas
- 3 trombones (alto, tenor y bajo)
- timbales y percusiones (pandereta, triángulo)
- cuerdas (violines, violas, cellos y contrabajos)

Para los recitativos secos:
- clavecín o fortepiano (violonchelo y contrabajo ad libitum)

Las arias y recitativos son confiadas a tres solistas:
- un bajo (Simon, un agricultor)
- una soprano (Hanne, su hija)
- un tenor (Lucas, joven campesino)

Doble coro: coro de voces masculinas y coro de voces femeninas.

## Recepción
El estreno de la obra tuvo lugar en Viena, el 24 de abril de 1801, en el palacio del príncipe Schwarzenberg. El estreno público se produjo en el Burgtheater de Viena el 29 de mayo de 1801. Los solistas fueron los mismos que en La Creación: Mathias Rathmayer, Ignaz Saal y la hija de este último, Thérèse Saal. Después del éxito indiscutible de La Creación, la opinión de los críticos de la época fue más matizada, sobre todo en la forma de tratar las pinturas musicales.
La primera edición de la obra fue publicada por Breitkopf & Härtel en mayo de 1802 en un doble volumen; uno con el texto en alemán y su traducción inglesa, y el otro con el texto en alemán y una traducción francesa. La partitura original ha desaparecido, pero se conservan copias de las partes separadas. August Eberhard Müller realizó una reducción para piano a petición del editor, para la cual Joseph Haydn aportó algunas correcciones.

## La obra

Henry Picou - The Four Seasons - 1980.263

La obra está dividida en cuatro partes, correspondiendo con las cuatro estaciones. La duración de la ejecución es aproximadamente de 135 minutos. Cada parte está precedida de una introducción instrumental. La estructura tonal parte de Sol menor hasta concluir en Do mayor. Haydn huye del enfoque tradicionalista de tonalidad - base o de referencia sobre la que pivotan las distintas partes de la obra y se aventura en un camino imprevisible cuyo punto de partida va a ser diferente al de llegada, es un viaje que nos conduce a través de diferentes paisajes a una meta que resuelve el enigma de la obra.  Esta concepción novedosa de la tonalidad la encontramos ya en las óperas de madurez (La Vera Costanza,  Orlando Paladino,  Armida, Orfeo), en "Las siete palabras" o en "La Creación" (Mozart que era casi 25 años más joven prefirió siempre el marco tradicional de tonalidad - base o tonalidad de referencia por motivos de unidad). 
Al igual que "La Creación",  "Las Estaciones" está repleta de pasajes antológicos:  
Comenzamos por la propia Obertura,  única en su género por su sinfonismo feroz,  su energía colosal y sus grandes contrastes. Por momentos parece desbordar los límites sonoros de la orquesta,  es una página visionaria que no tiene precedentes en todo el s.XVIII, alejándose totalmente del sinfonismo formal de sus contemporáneos. Solo algunos pasajes de sus Sinfonías Londres (las más modernas y revolucionarias del s.XVIII) y el famoso "Terremoto" de sus "Siete Palabras de Cristo en la Cruz" se acercan a esta nueva concepción sinfónica. Esta Obertura culmina en un pasaje agresivo sobre el acorde de 7a. de dominante de Sol que enlaza bruscamente con el primer "acconpagnato" de la obra. Le sigue el 1° Coro, una plasmación perfecta del primer Romanticismo,  su melodísmo conecta con el mundo del "lied", género en el que Haydn es también uno de los mayores exponentes.  
El aria de Simón "Schon eilet froh der Ackersmann" es un anticipo del lied romántico, de carácter alegre y un ritmo tonificante. El pasaje en menor es un presentimiento de la sombría aria de Simón que precede al grandioso final del oratorio. Al igual que en "La bella molinera de Shubert, ciclo en el que el primer lied apenas nos hace presagiar el triste final, aquí ocurre algo parecido, pues la evolución del personaje de Simón es igualmente sobrecogedora.  
La grandiosa fuga final de la 1° Parte. Tras un pasaje pianissimo en Re mayor surgen unos acordes atronadores en Si b mayor que describen la majestad del Creador,  Le sigue una hermosa plegaria de los solistas interrumpida por un pasaje dramático del coro y la orquesta,  una pausa da paso a la imponente Fuga construida a base de entradas continuas del tema 1° y segundos motivos en un diseño intrincado de gran virtuosismo en el que el más complejo contrapunto se une a un magistral soporte orquestal. Un pasaje de tintes apocalípticos precede al final exultante de la fuga.
La salida del Sol, en la Segunda Parte, "El Verano", es otro momento inolvidable. Partiendo de un pianissimo, Hanne susurra un motivo ascendente y cromático al que se unen Lucas y Simon y por último el coro hasta alcanzar un apoteósico fortissimo del tutti. El sigue un vibrante Coro de alabanza en Re mayor (tonalidad solar por excelencia) en el que alternan de manera incomparable los solistas con el coro. 
La cavatina de Lucas, Dem Druck erlieget die Natur es todo un espléndido lieder romántico. La cuerdas en sordina y las sutiles pinceladas de la flauta y el oboe recrean una atmósfera casi inmaterial. La tonalidad de Mi mayor y la gran expresividad de la línea melódica su funden junto a una armonía propia del mejor Schubert. 

La gran escena de Hanne en el bosque crea una pintura romántica llena de sentimiento, siempre se destaca la extraordinaria escritura del oboe que juega con la soprano en un diseño "a dúo" único en su género. 

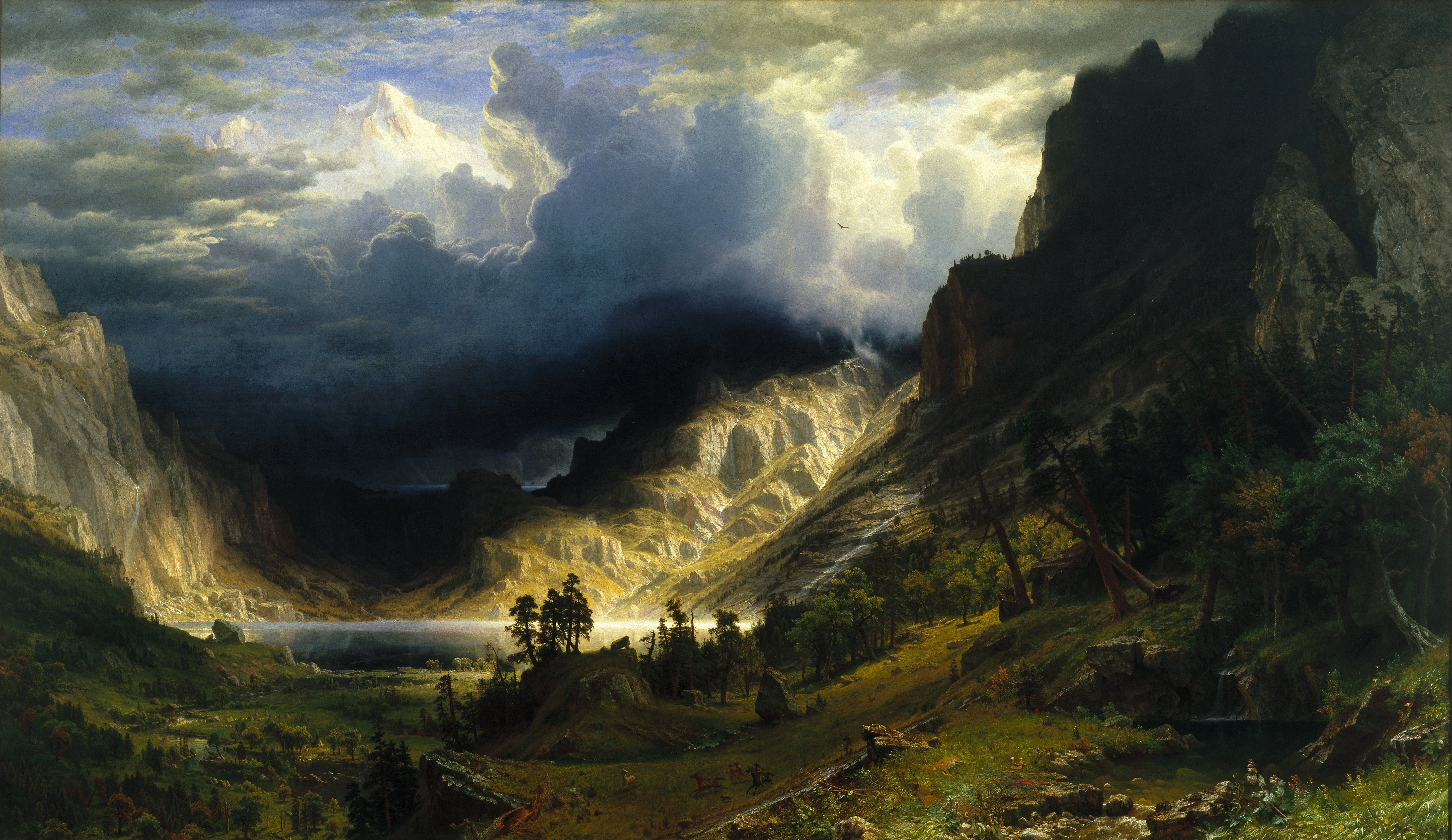
Albert Bierstadt - A Storm in the Rocky Mountains

La tormenta es un imponente episodio sinfónico-coral de fuerza descomunal. Sólo Beethoven ha sido capaz de crear un episodio parecido en su Sinfonía Pastoral,  claramente influenciado por esta página memorable de Haydn.  Destacar la genial introducción previa al estallido de la orquesta, en la que la soprano relata las amenazantes nubes sobre un simple acompañamiento de las cuerdas en "pizzicato"" simulando las primeras gotas de lluvia y unos sombríos redobles de timbales recreando los primeros truenos amenazantes. Por último un vertiginoso motivo  descendente de la flauta parece dibujar el primer rayo que cae del cielo y súbitamente estalla la tormenta con grandes acordes disonantes del coro sobre una orquesta atronadora.  La segunda sección del número es una modernísima fuga con un tema principal descendente y cromático coloreado con trémolos de la cuerdas que crean un pasaje sombrío y dramático con esporádicos estallidos de la orquesta.  Cerca del final la Coda resuelve toda la energía en un magistral "diminuendo" en el que Haydn hace intervenir la sonoridad de un íntimo cuarteto de cuerdas que va descendiendo por semitonos hasta llegar al Do grave en el que intervienen todas las cuerdas en "pianissimo". Este número impresionó al público y la crítica de tal manera que quedó plasmado en elogiosos artículos de prensa que se hicieron eco de esta impresionante obra. 
El Coro de glorificación del trabajo de la 3ª Parte, "El Otoño", es otra demostración del dominio absoluto del genio de Rohrau en materia de contrapunto,  si bien le costó dolores de cabeza decidirse a poner música al texto de Van Swieten. Haydn no quería que se frivolizara con el duro trabajo del campo, él conocía bien el mundo rural, pues en ese contexto nació y se crió y tenía el mayor de los respetos por la gente humilde y trabajadora que se dejaba la salud trabajando la tierra.  
Los otros 2 platos fuertes del Otoño son La grandiosa "escena de caza" y el "Coro de la Vendimia". La primera de ellas es la más famosa escena de caza de la historia, las 4 trompas se distribuyen en grupos de 2 las diferentes "tonadas" o llamadas a la caza que van apareciendo a lo largo de esta partitura. El "coro de la Vendimia" es una deshinibida escena exultante que describe la alegría del pueblo por la cosecha y la ingesta del vino que provoca el primer epìsodio de embriaguez colectiva de la historia de la música con una exaltada "loa al Vino" que hizo sonrojar a más de uno. El mismo Haydn dudaba de si se había sobrepasado con esta escena tan explícita en la que todos los instrumentos y el coro se lanzan a su libre albedrío, se oyen gritos de júbilo, innumerables "Hurra", la orquesta del pueblo, el bordón, los bailes populares... La tercera sección es un apoteosis de júbilo en compás de 6/8 con la orquesta y el coro a toda potencia, con panderetas, triángulo y percusión, en una danza que parece una auténtica bacanal.
El 4º número del "Invierno" es el aria de Lucas sobre el tema del “Caminante perdido" que se haya en medio de una tormenta de nieve, que se convierte en el arquetipo de este tema capital del Romanticismo. Está en Mi menor y recorre un extenso recorrido modulatorio lleno de ansiedad que sólo se disipa al final de la pieza, Es el "Wanderer" que recorre distintos paisajes de la naturaleza para encontrarse a sí mismo. Su influencia en Schubert, Shumann o Wagner es innegable.
El "coro de las Hilanderas" es otro leitmotiv del Romanticismo. El accompagnato que le precede prepara magistralmente el diseño melódico reiterativo del bajo que describe la rotación de la rueca, sin pausa ataca el coro de hilanderas, escrito en forma estrófica jugando con el estribillo que a manera de ritornello va apareciendo sin cesar mientras la estrofa va variando su instrumentación en cada aparición. El tema o estribillo es muy pegadizo y se apoya en dos tonalidades Re menor y La menor, ambas con el mismo peso, creando una sensación de balanceo e  incertidumbre sobre cuál es la principal, al final se resuelve el enigma, siendo Re menor la que se impone. Este número influenció claramente también a Schubert, Mendelssohn o Schumann.
El aria de Simon, en Mi b mayor, profunda y estremecedora, es de nuevo un lied, más propio del "Viaje de Invierno" de Schubert que del primer período de este género. El hombre llega a su postrera etapa y se adivina ya la sombra de la muerte. Los recuerdos de juventud y madurez se mezclan con el presentimiento del final de la vida. El aria no tiene conclusión (lo cual es un acierto dramatúrgico) y queda unida al accompagnato siguiente que conecta, a su vez, con el grandioso final.

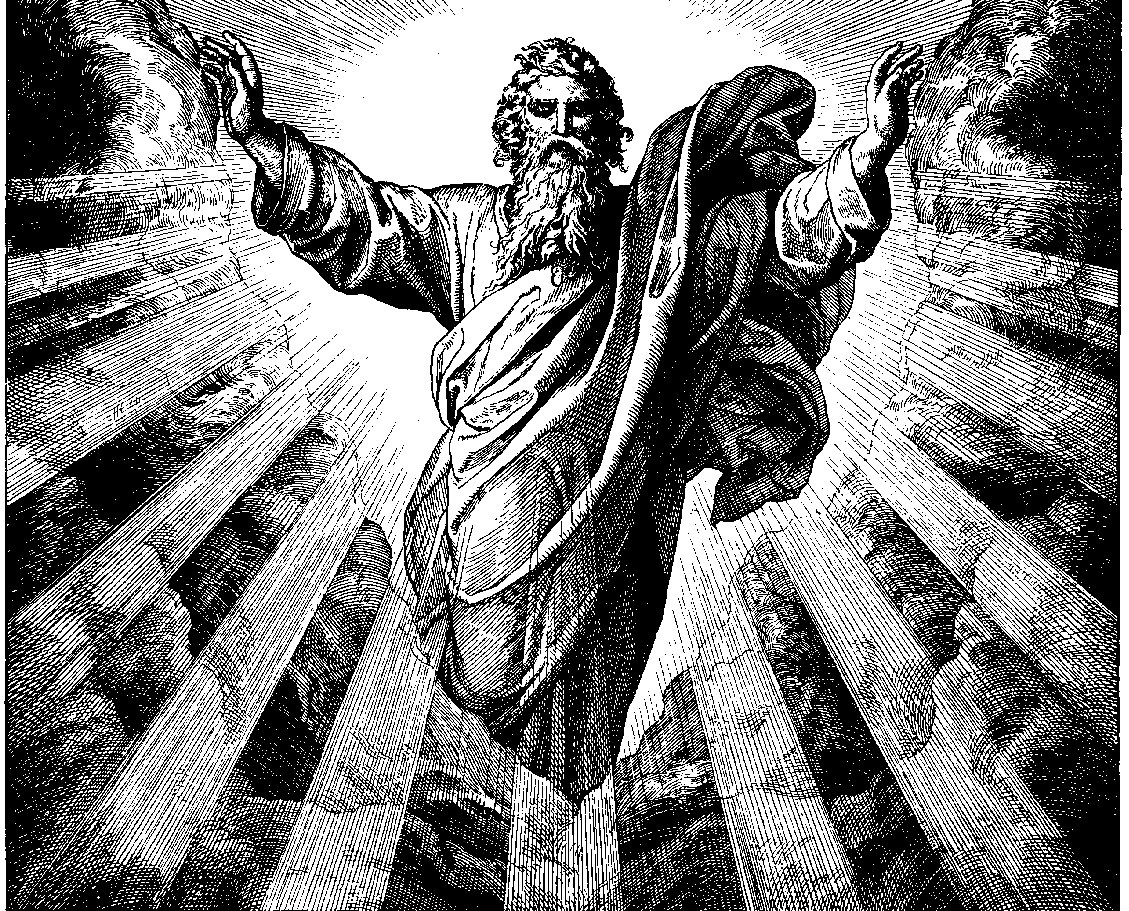
La Biblia de Schnorr von Carolsfeld en imágenes, 1860

La escena final, con toques de trompeta (en alusión al Juicio final) está diseñada a doble coro y culmina en la colosal Fuga que marcó un hito en la historia de la música con su grandiosa sección final coloreada con fanfarrias de trompetas y la sonoridad del resto de los metales unidos a la orquesta al completo y una percusión contundente. El efecto que produce este número sigue sorprendiendo a los espectadores, tanto como lo hizo el 24 de abril de 1801.
Las 4 partes del oratorio van precedidas de una introducción orquestal, cuatro momentos extraordinarios muy diferentes entre sí: la Introducción a la primera parte (la Primavera) como ya se dijo, es una anticipación al Beethoven más descarnado y feroz, la segunda Introducción (el Verano) muy concisa, es de gran sutileza y sensibilidad, la introducción al Otoño es luminosa y melódica, muy alejada del prototipo melancólico occidental. Por su parte la introducción al Invierno es un prodigio de pintura de atmósfera, cargada de profunda soledad, Haydn traduce en música la mañana gélida del libreto y la sombra cercana de la muerte con una orquestación magistral. Esta página orquestal está considerada por muchos especialistas como el momento cumbre de esta magna obra. 

## Estructura del oratorio, partes y números

### Primera parte: La Primavera
- n°1 : Obertura y recitativo Seht wie der strenge Winter flieht (Mirad cómo huye el crudo invierno), largo, luego vivace en Sol menor. Introducción y recitativo acompañado. Los tres solistas, según su orden de entrada (bajo, tenor, soprano) anuncian la huida del invierno y la llegada de la primavera.[4]

- n°2 : Komm, holder Lenz (Ven, linda primavera) allegretto en Sol mayor. Alternancia de coros masculino y femenino encadenado al recitativo precedente y evocando los coros de campesinos en un clima de tradición pastoral. Una de las más bellas composiciones corales de Haydn.

- n°3 : Vom Widder strahlet jetzt (Desde Aries el sol luminoso resplandece sobre nosotros). Recitativo de Simon.

- n°4 : Schon eilet froh der Ackersmann (Alegre e impaciente el campesino) allegretto en Do mayor. El aria de Simon cuenta con una de las escasas autocitas de Haydn, donde utiliza el tema del Andante de la Sinfonía n.º 94 (compás 17). En este aria, la más célebre de la obra, Haydn utiliza por primera vez el piccolo[4] como imitación del campesino silbando detrás de su arado.

- n°5 : Der Landsmann hat sein Werk vollbracht (El campesino terminó su trabajo). Recitativo de Lucas.

- n°6 : Sei nun gnädig milder Himmel (¡Sé misericordioso, benigno cielo!) poco adagio en Fa mayor. Se trata de un trío con coro, con carácter de himno que termina con una fuga.

- n.º 7 : Erhört ist unser Flehn (¡Nuestro ruego ha sido oído!). Recitativo acompañado de Hanne.

- n.º 8 : O wie lieblich ist der Anblick (Qué preciosa se ve la tierra ahora) andante en La mayor, maestoso, poco adagio y allegro en Si bemol mayor. Este primer final es un canto de alegría para solistas y coros. Termina con una grandiosa fuga dedicada a la gloria de Dios en Si bemol mayor.

### Segunda parte: El Verano
- n°9 : Im grauen Schleier rückt heran (Como un velo gris irrumpe la primera luz de la mañana) adagio en Do menor, después mayor. Introducción y recitativo acompañado de Lucas, luego de Simon que anuncia la llegada del día. Los motivos del oboe evocan el canto del gallo.

- n°10 : Der muntre Hirt versammelt nun (El alegre pastor reúne a su rebaño) allegretto en Fa mayor. Tras una llamada de trompas que evoca el Kuhreihen, el aria de Simon toma la forma de una pastoral, seguida del recitativo de Hanne.

- n°11 : Sie steigt herauf die Sonne (¡Ya viene el sol! ¡Ya se levanta!) Largo e allegro, andante, allegro en Re mayor. Para trío y coro. El largo motivo cromático ascendente evoca la salida del sol con la entrada sucesiva de los solistas y después del coro.

- n°12 : Nun regt und bewegt sic halles umher (Todo es ajetreo y movimiento alrededor). Recitativo secco de Simon y luego recitativo acompañado de Lucas.

- n°13 : Dem Druck erlieget die Natur (Toda la naturaleza sufre) largo en Mi mayor. Cavatina de Lucas con acompañamiento de las cuerdas con sordina, una flauta y un oboe que hace breves apariciones sincopadas.

- n°14 : Willkomme jetzt, o dunkler Hain (Bienvenido eres ahora, ¡oh, oscuro bosque!). Recitativo acompañado de Hanne.

- n°15 : Welche Labung für die Sinne (¡Qué recreo para los sentidos!) adagio, después allegro en Si bemol mayor. Aria de Hanne. En el adagio solo intervienen las cuerdas y un oboe solista, el resto de instrumentos va tomando partido en el allegro para reforzar la idea del surgimiento renovado de las fuerzas.

- n°16 : O seht ! Es steiget in der Schwülen Luft (¡Oh, mirad! En el aire borrascoso). Recitativo de Simon y Lucas sin acompañamiento, seguido de un redoble de timbales solo ad libitum, a continuación recitativo acompañado por pizzicatos de Hanne.

- n°17 : Ach, das Ungewitter nacht ! (¡Ay, la tempestad se acerca!) allegro assai, luego allegro en Do menor. La tormenta se desata con un fortissimo de toda la orquesta. Este violento pasaje inaugura las grandes escenas de tormenta del siglo XIX. La segunda parte, allegro, es tratada en forma de fuga, con la flauta imitando los relámpagos, antes de que poco a poco vuelva la calma y concluya la pieza con un solo de cuerdas en pianissimo

- n°18 : Die düstren Wolken trennen sich (Las oscuras nubes se disipan) allegretto en Fa mayor, después allegro en Mi bemol mayor. Para trío y coro, en este final de la segunda parte tienen lugar las imitaciones de diferentes sonidos de animales, incluyendo el famoso croar de ranas que provocó las disputas entre Haydn y su libretista.

### Tercera parte: El Otoño
- n°19 : Was durch seine Blüte (Lo que en la florida primavera) allegretto en Sol mayor. Introducción allegretto en Sol mayor y recitativo acompañado de Hanne, luego recitativo secco de Lucas y Simon.

- n°20 : So lohnet die Natur den Fleiss (Así recompensa la naturaleza el esfuerzo) allegretto, después più allegro en Do mayor. Para trío y coros, el número termina con una fuga.

- n°21 : Seht, wie zum Haselbusche dort (Mirad como los niños corren). Recitativo acompañado de Hanne, Simon y más tarde, Lucas.

- n°22 : Ihr Schönen aus der Stadt, kimmt her ! (Ustedes, hermosas damas de la ciudad) allegretto en Si bemol mayor, adagio en Dom mayor, allegro en Si bemol mayor. Dúo de Lucas y Hanne, tratado como un operístico dúo de amor.

- n°23 : Nun zeiget das entblösste Feld (Ahora se ven sobre el campo segado). Recitativo secco de Simon.

- n°24 : Seht auf die breiten Wiesen hin! (¡Mirad la gran pradera!) allegro luego più moto en La menor y después mayor. Aria de Simon. La música imita el acecho de un perro a su presa, la tentativa desesperada del ave por escapar (doble trino ascendente), el disparo de la escopeta (fortissimo de toda la orquesta sobre la nota Re) y la caída del ave al suelo (la voz de Simon desciende dos octavas).

- n°25 : Hier treibt ein dichter Kreist/Die Hasen aus dem Lager auf (Aquí, un nutrido grupo de cazadores). Recitativo acompañado de Lucas.

- n°26 : Hört das laute Getön (¡Escuchad!, un potente sonido) vivace en Re mayor después Mi bemol. La entrada de las trompas interrumpe el recitativo e introduce una serie de llamadas de caza que realizan los trombones.

- n°27 : AmRebenstocke blinket jetzt (En la cepa brilla ahora). Recitativo secco de los tres solistas.

- n°28 : Juhe ! Juhe ! Der Wein ist da (¡Hurra, el vino está ahí!) allegro molto, luego allegro assai en Do mayor. El coro de la vendimia está dividido en dos partes: el allegro molto utiliza temas regulares y animados; el allegro assai comienza con un landler, y a medida que va creciendo la embriaguez el aria termina con una fuga orquestal mientras el coro vacila y sigue ocupado en la bebida. La coda introduce instrumentos poco utilizados por Haydn como son el triángulo y la pandereta y el pasaje concluye con dos potentes ¡Vivas!

### Cuarta parte: El Invierno
- n°29 : Nun senket sich das blasse Jahr (Ya se aproxima el año a su fin) adagio ma non troppo en Do menor. Introducción adagio ma non troppo en impactante contraste con el final del Otoño, y recitativo acompañado de Simon.

- n°30 : Licht und Leben sind geschwächet (Luz y vida se extinguen) largo en Fa mayor. Cavatina de Hanne con acompañamiento de cuerdas solas.

- n°31 : Gefesselt steht der breite See (Congelado está el ancho mar). Recitativo seco, después acompañado de Lucas.

- n°32 : Hier steht der Wand’rer nun (Aquí hay un viajero, confuso y dudoso) presto en Mi menor, luego allegro en Mi mayor. Aria de Lucas sobre el tema del poema anglosajón The Wanderer. En el presto, atascado en la nieve, el viajero está perdido; desanimado, el tono se vuelve cada vez más schubertiano. La alegría llega en el allegro cuando percibe las luces del refugio.

- n°33 : So wie er naht schallt in sein Ohr (Conforme se aproxima el aullido del viento). Recitativo acompañado de los tres solistas.

- n°34 : Knurre, schnurre, knurre ! hec (¡Ruge, ronronea, ruge!) allegro en Re menor. Canción de Hanne con coro sobre texto de la Canción de las hilanderas de Gottfried August Bürger y para el que Haydn inventa una melodía popular. El intercambio de texto entre el coro y la solista evoca el sonido de una rueca.

- n°35 : Abgesponnen ist der Flachs (Cuando el lino ya está hilado). Recitativo secco de Lucas.

- n°36 : Ein Mädchen da sauf Ehre hielt (Había una vez una muchacha) moderato en Sol mayor. Canción de Hanne con coro para la cual, como para el coro anterior, utiliza textos de Christian Felix Weisse.

- n°37 : Vom dürren Osten dringt ein scharfer Eishauch jetzt hervor (Del árido Este sopla un penetrante viento gélido). Recitativo secco de Simon.

- n°38 : Erblicke hier, betörter Mensch, erblicke deines Lebens Bild (¡Mirad bien, hombres ciegos, la representación de nuestra vida!) largo luego allegro molto en Mi bemol mayor. Aria y recitativo de Simon, donde el texto regresa al poema de Thomson. En el largo, Haydn cita el movimiento lento de la Sinfonía n.º 40 de Mozart.

- n°39 : Dann bricht der grosse Morgen an (Entonces nace la mañana excelsa), allegro moderato en Do mayor. Los cuatro primeros compases están reservados a los vientos y los timbales, marcando un forte al contrafagot y a la primera trompeta, y piano al resto de instrumentos. El trío de solistas y el doble coro dialogan antes de que tenga lugar una grandiosa fuga, una suerte de llamada a la humanidad inspirada en las teorías masónicas de la época. A continuación se producen fanfarrias en las trompas, una falsa cadencia en Fa mayor, tras un largo silencio los coros ponen el punto final proclamando dos veces la palabra Amén. Este monumental final, más incluso que el de La Creación, dejó atónitos a los contemporáneos del compositor.

## Discografía seleccionada
- Herbert von Karajan, Orquesta Filarmónica de Berlín, Gundula Janowitz, Werner Hollweg y Walter Berry, sello EMI.
- Karl Böhm, Orquesta Sinfónica de Viena, Gundula Janowitz, Peter Schreier y Martti Talvela, sello DG.
- John Eliot Gardiner, The English Baroque Soloists, Barbara Bonney, Anthony Rolfe-Johnson, Andreas Schmidt, sello DG (1990).
- Nikolaus Harnoncourt, Orquesta Sinfónica de Viena, Angela Maria Blasi, Josef Protschka y Robert Holl, sello Teldec.
- Arturo Toscanini, Orquesta Sinfónica de la NBC, Ljuba Welitsch, Jan Peerce y Nicola Moscona, sello RCA Victor.

## Otras obras musicales bajo el tema de Las Estaciones
- Antonio Vivaldi, Las cuatro estaciones (1725)
- Louis Spohr, la sinfonía Die Jahreszeiten (1850)
- Piotr Ilich Chaikovski, Las Estaciones, suite para piano (1875)
- Aleksandr Glazunov, Las Estaciones, ballet (1899)
- Astor Piazzolla, Estaciones porteñas (1965-1970)